# Qing (rivière)
La Qing (en chinois : 清江), pinyin: Qīng Jiāng  signifiant la rivière pure), est un fleuve de la province chinoise du Hubei et un affluent de la rive droite du fleuve Yangzi Jiang.

## Description
Le fleuve Qing prend sa source à Wangying sur le versant oriental des monts Quiyue au sud-ouest de la province du Hubei. Son cours traverse  Shiba,  Wangying,  Liangwu,  Datang, Yuanbao puis l'agglomération de la ville de Lichuan. En aval de Lichuan, le cours devient souterrain sur une longueur de 9 kilomètres. Après une série de gorges, il traverse l'agglomération de Enshi puis les xians de Badong et Changyang.  Il se jette dans le Yangzi Jiang au niveau de la ville de Yidu en aval du barrage des Trois-Gorges. Le fleuve irrigue le territoire de la préfecture autonome tujia et miao d'Enshi et de la ville-préfecture de Yichang.

## Hydrologie
La rivière est longue de 423 kilomètres, possède un bassin versant de  17 322 km2. 

## Aménagements
Trois barrages importants ont été construits sur le fleuve : le barrage de Geheyan (en), le barrage de Gaobazhou et le barrage de Shuibuya.
| Désignation         | Région ou province | Cours d'eau | Hauteur | Puissance installée (MW) | Production annuelle (TWh/an) | Type de barrage                                 | Capacité de stockage | Date achèvement | Notes |
| ------------------- | ------------------ | ----------- | ------- | ------------------------ | ---------------------------- | ----------------------------------------------- | -------------------- | --------------- | ----- |
| Barrage de Geheyan  | Hubei              | Qing        | 157 m   | 1 240 mégawatts          |                              | Barrage-poids voûte                             | 3 400 000 000 m3     | 2006            | [ 2 ] |
| Barrage de Shuibuya | Hubei              | Qing        | 233 m   | 1 840 mégawatts          | 4                            | Barrage en remblai rocheux avec masque en béton | 4 580 000 000 m3     | 2008            | [ 3 ] |

## Galerie

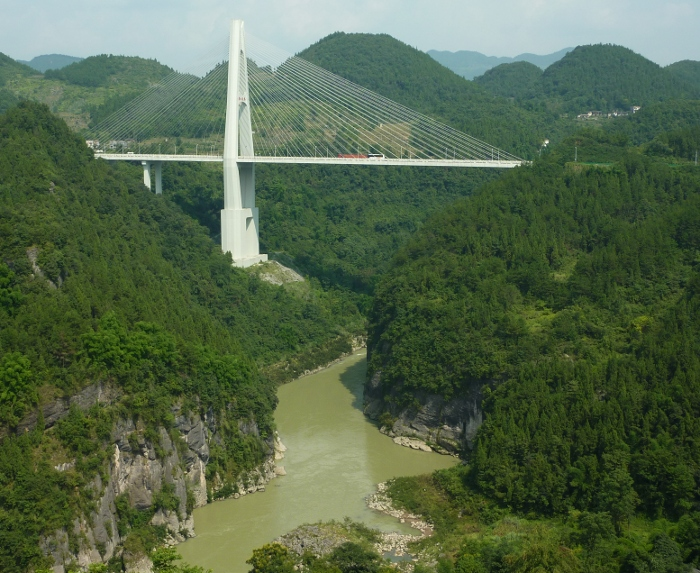
Pont sur le fleuve Qing
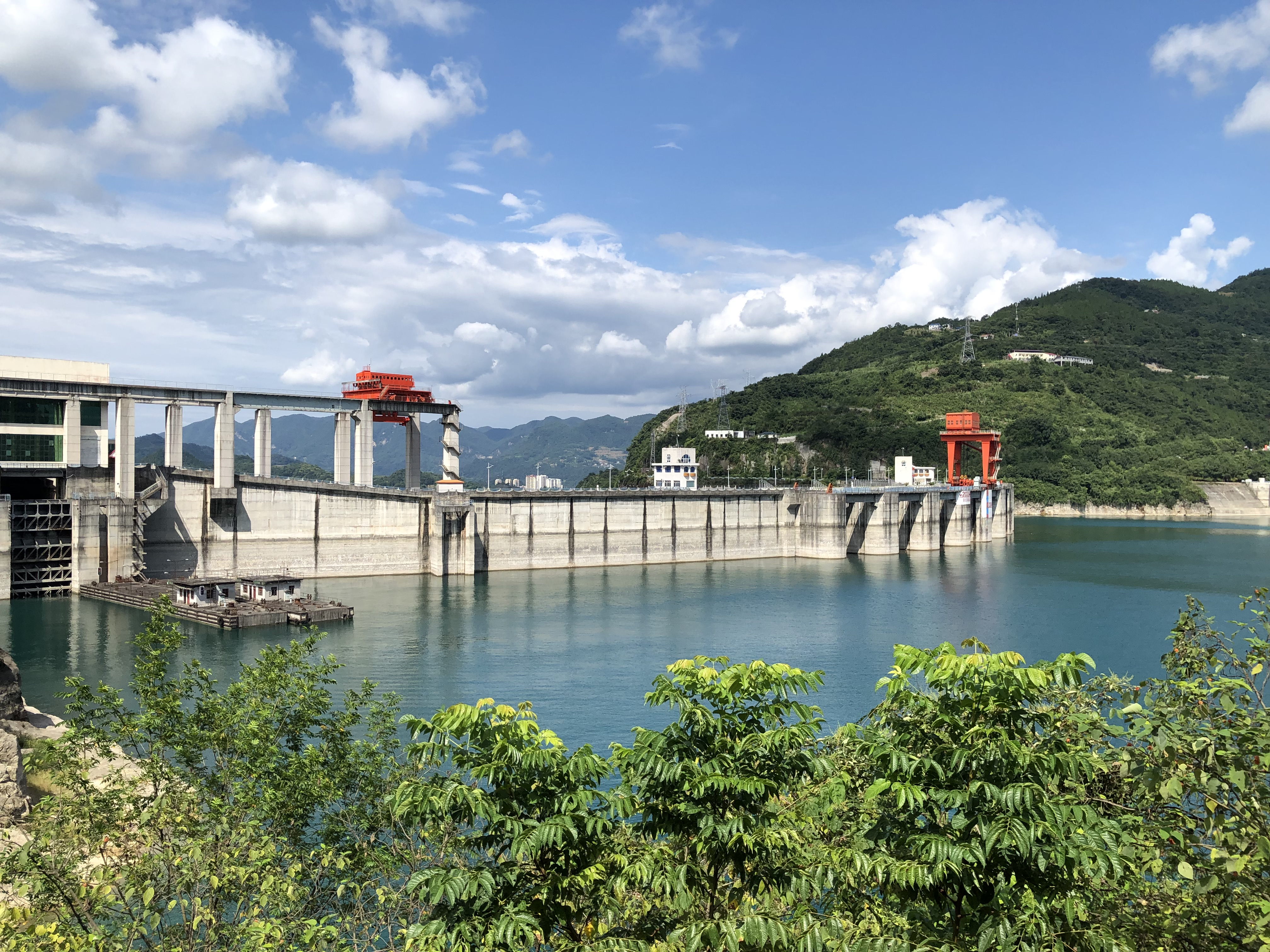
Barrage de Geheyan